# 克拉斯涅 (塔魯季涅區)
46°7′4″N 29°14′46″E / 46.11778°N 29.24611°E
克拉斯內（烏克蘭語：Красне）是位於烏克蘭西南部的村莊，由敖德萨州博爾赫拉德區的塔魯蒂內市鎮負責管轄。該村始建於1815年，面積3.08平方公里，2001年人口1,376，人口密度每平方公里446.75人。